# کوه دوسی
کوه دوسی (به لاتین: Düssi) یک کوه در سوئیس است که در کانتون گراوبوندن واقع شده‌است. کوه دوسی ۳٬۲۵۶ متر بالاتر از سطح دریا واقع شده‌است.